# 오명돈
오명돈(吳明燉, 1958년 - )은 서울대학교병원 소속의 감염내과 전문의이다. 1980년대 대한민국에서 감염내과가 태동하던 시기부터 연구를 진행했고, 대표적으로 후천성면역결핍증후군(AIDS), MRSA로 촉발되는 질병과 관련한 분야에서는 국내 최고의 권위자로 알려져 있다.

## 경력
- 서울대학교 의과대학 교수
- 대한민국 신종감염병 중앙임상위원회 위원장
- 서울대학교 감염내과 교수
- 2022.03 ~ : 제20대 대통령직인수위원회 코로나19 비상대응 특별위원회 위원